# Mamenchisaurus anyuensis
Mamenchisaurus anyuensis (zh. "reptil de Mamenchi de Anyue") es la especie tipo del género extinto Mamenchisaurus  de dinosaurio saurópodo mamenquisáurido que vivió a finales del período Jurásico, hace aproximadamente entre 163 a 157 millones de años, durante el Oxfordiense, en lo que hoy es Asia. Una quinta especie, descrita por He, Yang, Cai, Li enLiu Z. en 1996 recibió el nombre de M. anyuensis y medía más de 21 metros de largo. El holotipo es el espécimen AL 001, un esqueleto bastante completo sin cráneo, encontrado en 1987 en la prefectura de Anyue, en Sichuan, en una capa de la formación Penglaizhen que se data del Jurásico tardío. Las vértebras cervicales AL002-003 y las vértebras dorsales AL101-106 fueron asignadas a la especie. Se encontraron media docena de esqueletos en una cantera cercana de la más antigua formación Suining. En 2019, un estudio encontró que las capas eran mucho más jóvenes de lo que se suponía, no mayores que del Aptiense. Eso significaría que el género perduró hasta el Cretácico y eso nuevamente planteó dudas sobre asignar la especie al género.